# 補江總白猿傳
《补江总白猿传》，簡稱《白猿传》，是唐人傳奇中著名篇章。大概完成於高宗、武后時期，收於《太平廣記》。作者軼名，篇名是假託自己「補寫江總的《白猿傳》」。

## 簡介
梁朝大同末年，長樂山嶺之中有白猿妖精作怪，竊取了數十名美女以供其淫樂。將軍歐陽紇隨大軍平叛，攻至長樂，其妻遭白猿精所掠，歐陽紇乃深入山林尋妻，透過與白猿所劫持的美女們合作，用活狗引來愛喫狗肉的妖精，並將其用絲帛為皮的麻繩綁縛，白猿渾身刀槍不入，只有下體是弱點，於是歐陽紇刺其下體，才將白猿殺死。但此時其妻已有身孕，白猿預言這個孩子將遇到聖明的皇帝，會光大歐陽一家，希望歐陽紇不要殺死這個孩子。而後其妻生下一子，貌似白猿，即是歐陽詢。歐陽紇反陳朝兵敗被殺後，歐陽紇的好友江總照養歐陽詢，歐陽詢長大以後，博學又精通書法，成為當時名人。
篇名中提到江總寫有《白猿传》，但世上並未發覺江總的《白猿传》。一般認為，此文的寫作目的是譏諷歐陽詢，歐陽詢善於書法，但形貌醜陋，狀似獼猴，曾被長孫無忌嘲笑：「誰家麟閣上，畫此一獼猴？」所以推斷，這位軼名作者很可能與歐陽詢很有過節，故特意影射歐陽詢為妖孽之後代。
故事把白猿的矛盾性格寫得栩栩如生，引人入勝，是傳奇的開山鼻祖:73:127。